# Bosboom & Hegener
Het Raadgevend Efficiency Bureau (R.E.B.), beter bekend als Bosboom & Hegener, was een van Nederlands eerste organisatieadviesbureaus. Het werd in 1942 opgericht te Amsterdam. In 1984 is het bureau overgenomen door Klijnveld, Kraayenhof & Co. 

## Geschiedenis

### Oorsprong
De kern werd eind 1942 opgericht door ir. Carl Hijner (1900 - 1943) die kort daarvoor samen met Frans Hegener (1909 - 1955) was opgestapt bij het organisatieadviesbureau van J.M. Louwerse. Dat bureau was voortgekomen uit het allereerste Nederlandse adviesbureau genaamd Organisatie Advies Bureau dat was opgericht door Ernst Hijmans en Vincent Willem van Gogh en actief was tussen 1920 en 1933.
Hijner hield kantoor in de Kerkstraat te Amsterdam en had zes medewerkers. Na zijn onverwachte dood, op 18 september 1943 als slachtoffer van een polio-epidemie, kwam de leiding van 'Ir. C. Hijner, w.i., Raadgevend Ingenieur voor Bedrijfsorganisatie' bij Frans Hegener. Omdat het bedrijf veel opdrachtgevers had, waaronder de Nederlandse Spoorwegen, werd door het bureau zelf en door belangrijke klanten naar een opvulling gezocht van de plek die Hijner had achtergelaten. Daarvoor werd ir. Piet Bosboom (1911-1991) benaderd, die was op dat moment belast met het verbeteren van de organisatie van diverse dochterondernemingen van de NS. Vanaf 1 februari 1944 vormden Bosboom en Hegener samen de directie. 

### Verdere ontwikkelingen
In 1944 verhuisde het bureau in Amsterdam naar het Muntplein. Het bureau heette toen  Raadgevend Efficiency Bureau, v/h Ir. C. Hijner w.i. o.l.v. Ir. P.H. Bosboom & F.C.M. Hegener. Na de oorlog werd de naam gewijzigd in Raadgevend Efficiency Bureau (R.E.B.), al werd het in de praktijk vaak Bosboom & Hegener genoemd.
Hegener overleed op 8 mei 1955 aan de gevolgen van een auto-ongeluk, waarna Bosboom het R.E.B. alleen verder leidde. In 1959 werd het bureau omgedoopt tot N.V. Raadgevend Efficiency Bureau Bosboom en Hegener. In dat jaar publiceerde Pieter Verburg samen met de staf van het bureau het boek Organiseren en organisatieonderzoek.
Jarenlang werkte Bosboom met het adviesbureau aan reorganisaties en vernieuwingen bij de Nederlandse Spoorwegen. In 1968 werd hij op verzoek van staatssecretaris Mike Keyzer medehoofddirecteur van het spoorwegbedrijf, naast mr. Maarten de Bruin. Hij verliet daarvoor Bosboom en Hegener.

### Overname door Klijnveld, Kraayenhof & Co
In 1984 werd Bosboom & Hegener overgenomen door Klijnveld, Kraayenhof & Co, dat in 1982 deel was geworden van KPMG, de nieuwe naam werd KPMG Klynveld Bosboom Hegener. Directeur vanaf 1987 was Wessel Ganzevoort. Vanaf 1991 was de naam KPMG Management Consultants (later Consulting), dat in 2002 werd aangekocht door ATOS Origin. Het heette toen ATOS KPMG Consulting en sinds 2009 ATOS Consulting.

## Publicaties
- Hegener, F.C.M. Richtlijnen voor Arbeidsstudies I - Tijdstudies, 1947.
- Hegener, F.C.M. Richtlijnen voor Arbeidsstudies II - Methodestudies, 1951.
- Hijner, C. Functionele taakverdeling in de fabricage - Bedrijfseconomische monographieën VI - 2e druk geheel herzien door ir. P.H.Bosboom, 1947.

## Externe bronnen
- Website 'Canon van het Adviesvak'